# Mithraeum de Haouarte
Mithraeum à Hawarte est un sanctuaire du dieu persan Mithra, découvert sous la basilique de l'archevêque Photios à Hawarte, en Syrie, près d' Apamée,.

## Recherche archéologique
Dans les années 1970, des travaux archéologiques sur le site de Hawarte ont été menés par Maria Teresa et Pierre Canivet. Ils se sont concentrés, entre autres, sur la basilique à trois nefs de l'archevêque Photios construite en 480 apr. J.-C. . Le mithraeum a été découvert environ vingt ans plus tard lorsque le sol en mosaïque au milieu de la nef s'est effondré. En 1998, la Direction générale syrienne des antiquités et des musées a invité le Prof. Michał Gawlikowski et son équipe du Centre polonais d'archéologie méditerranéenne de l'Université de Varsovie pour étudier le mithraeum et protéger les restes de peintures murales ornant les murs et le plafond de la grotte. La pièce elle-même avait été pillée plus tôt, et seuls des fragments de décoration furent conservés. Leur état s'est encore détérioré en raison des conditions atmosphériques auxquelles ils avaient été exposés depuis la découverte de la grotte. Lors des fouilles, qui ont duré jusqu'en 2005, tous les fragments des peintures murales ont été protégés in situ . Après cela, le travail de conservation a commencé. Des fragments de plâtre peint apportés d'autres collections au musée de Hama ont été protégés en 2005 et 2006. En 2010, le projet visant à reconstituer le programme iconographique de la décoration peinte du mithraeum a été lancé par le Dr Dobrochna Zielińska.

## Peintures murales
La décoration peinte en mithraea est rare et généralement limitée aux bordures de la niche. Seuls quelques exemples sont connus, dont un à Dura Europos. Les peintures murales du mithraeum de Hawarte sont donc exceptionnelles. Elles représentent des scènes symboliques du mythe de Mithra, et sont donc une source importante pour les études sur le mithraïsme.

## Voir également
- Mithraïsme
- Mithraeum

## Les références
- Michał Gawlikowski, Fouilles à Hawarte 2008–2009 . Archéologie polonaise en Méditerranée, 21 (2012)
- Dobrochna Zielińska, Hawarte. Projet de reconstruction du décor peint du mithreum. Archéologie polonaise en Méditerranée, 19 (2010)
- Ewa Parandowska, Hawarte, projet de conservation des peintures murales mithriques. Saisons 2005–2006 . Archéologie polonaise en Méditerranée, 18 (2008)
- Michał Gawlikowski, Le mithraeum de Hawarte et ses peintures . Journal d'archéologie romaine, 20 (2007)
- Michał Gawlikowski, Le mithreum de Haouarte (Apamène). Topoi, 11/1 (2001)
- Michał Gawlikowski, Hawarte. Fouilles, 1999 . Archéologie polonaise en Méditerranée, 11 (2000)